# 시리우스 인터내셔널
시리우스 인터내셔널은 유럽의 스칸디나비아 지역에서 가장 큰 재보험 회사이다. 화이트 마운틴즈 리 그룹(White Mountains Re Group, Ltd.)의 자회사이며, 스톡홀름, 함부르크, 런던, 싱가포르, 취리히 등에 사무소가 있다.

## 역사
1945년 시리우스 보험 회사로 창립되어 1948년 재보험 사업에 진출하였다. 1999년 캠퍼 유럽 재보험을 합병하고 2004년 화이트 마운틴즈 사가 매수하였다.

## 경영진
- 회장/CEO : Göran Thorstensson
- 임원 : Lars Ek, Anders Henriksson, Pål Ljöstad, Monica Cramér Manhem, Jan Onselius, Ingela Schön

## 신용등급
A.M. 베스트 A, 무디스 A3, 스탠다드 & 푸어스 A- (2006년 7월)